# タカラ (家具・インテリア)
株式会社タカラは、徳島県徳島市に本社を置く日本の家具・インテリア企業である。

## 概要
徳島県下に数店舗展開しているディスカウント家具店・「びっくり倉庫宝島」や、徳島空港近くの空港通りに所在する「リビンズタカラ（旧タカラ家具空港店）」を運営している。リビンズチェーン加盟。旧社名・タカラ家具。

## びっくり倉庫宝島

### 店舗
2023年1月現在。
- 徳島店：徳島県徳島市雑賀町東開14-1
- 那賀川バイパス店：徳島県阿南市那賀川町今津浦養池29-1
- 藍住店：徳島県板野郡藍住町住吉江端125-1
- 空港店：徳島県板野郡松茂町笹木野字八北開拓19-6
- 鴨島店：徳島県吉野川市鴨島町内原434-1

### 旧店舗
- 阿南店：徳島県阿南市宝田字荒井3-6（那賀川バイパス店に移転。現在は、阿南市プロパンガス販売協同組合）
- 東かがわ店：香川県東かがわ市川東15（旧ホームセンターパルサンコー大内店、現在は、ギフトプラザKAWANO三本松店）